# Музала Самуконга
Музала Самуконга (англ. Muzala Samukonga, нар. 9 грудня 2002) — замбійський легкоатлет, який спеціалізується в бігу на короткі дистанції.

## Спортивні досягнення
Чемпіон Ігор Співдружності у бігу на 400 метрів (2022).
Учасник змагань з бігу на 400 метрів на чемпіонаті світу-2022 (зупинився на півфінальній стадії змагань).
Чемпіон Африки у бігу на 400 метрів (2022).
Срібний призер чемпіонату Африки в естафетному бігу 4×400 метрів (2022).